# McAllister Hills
Die McAllister Hills sind eine Gruppe von Hügeln im ostantarktischen Viktorialand. Sie ragen zwischen dem Shapeless Mountain und dem Oberen Wright-Gletscher auf.
Das Advisory Committee on Antarctic Names benannte sie 2004 nach Major George R. McAllister vom 109. Airlift Wing der New York Air National Guard, der am 16. Oktober 1999 einen Flug mit einer LC-130 von der McMurdo-Station zur Amundsen-Scott-Südpolstation durchgeführt hatte.